# Havaika
Genre
Havaika est un genre d'araignées aranéomorphes de la famille des Salticidae.

## Distribution
Les espèces de ce genre sont endémiques d'Hawaï.

## Liste des espèces
Selon World Spider Catalog (version 25.0, 22/05/2024) :
- Havaika albociliata (Simon, 1900)
- Havaika arnedoi Prószyński, 2008
- Havaika beattyi Prószyński, 2008
- Havaika berlandi Prószyński, 2008
- Havaika berryorum Prószyński, 2008
- Havaika canosa (Simon, 1900)
- Havaika ciliata Prószyński, 2008
- Havaika cruciata (Simon, 1900)
- Havaika gillespieae Prószyński, 2008
- Havaika gressitti Prószyński, 2008
- Havaika jamiesoni Prószyński, 2002
- Havaika kahiliensis Prószyński, 2008
- Havaika kauaiensis Prószyński, 2008
- Havaika kraussi Prószyński, 2008
- Havaika mananensis Prószyński, 2008
- Havaika mauiensis Prószyński, 2008
- Havaika navata (Simon, 1900)
- Havaika oceanica Prószyński, 2008
- Havaika pubens (Simon, 1900)
- Havaika senicula (Simon, 1900)
- Havaika tantalensis Prószyński, 2008
- Havaika valida (Simon, 1900)
- Havaika verecunda (Simon, 1900)

## Systématique et taxinomie
Ce genre a été décrit par Prószyński en 2002 dans les Salticidae.

## Publication originale
- Prószyński, 2002 : « Remarks on Salticidae (Aranei) from Hawaii, with description of Havaika gen.n. » Arthropoda Selecta, vol. 10, no 3, p. 225-241 (texte intégral).